# Estación de Santander (Ancho Métrico)
Santander es una estación ferroviaria de carácter terminal situada en la ciudad española de Santander, que da servicio de pasajeros en la red de ancho métrico, conocida comúnmente como Feve. Desde la desaparición de esta compañía, Adif es la titular de la misma y los servicios (regionales, cercanías y trenes turísticos) son prestados por Renfe Cercanías AM.
El edificio de viajeros está situado en la plaza de las Estaciones, cerca del centro urbano. Junto a este recinto se encuentra el edificio de viajeros de la estación de ancho ibérico a la que acceden los trenes que circulan por dicha red. Ambos edificios se encuentran en el extremo oriental de la conocida como «zona de las estaciones», una franja de terreno situada entre la Peña del Cuervo y la calle Castilla, corredor ferroviario de ambas redes con instalaciones de mercancías, talleres y depósitos.

## Situación ferroviaria
La estación forma parte de las siguientes líneas férreas:
- Pk. 100,6 de la línea de ferrocarril de vía estrecha entre Llanes y Santander.[1]
- Pk. 530,7 de la línea de ferrocarril de vía estrecha que une Ferrol con Bilbao.[1]
- Pk. 118,4 de la línea de ferrocarril de vía estrecha de Bilbao a Santander.[1]
- Pk. 000,0 de la línea de ferrocarril de vía estrecha entre Santander y  Solares y Liérganes.[1]

## La estación
La terminal de viajeros se encuentra en la esquina sur del extremo oriental del espacio ferroviario de la ciudad de Santander. El edificio de viajeros, de dos plantas, tiene fachadas a las calles Atilano Rodríguez y Castilla. Es el pabellón sur del conjunto diseñado en la década de 1940 por el arquitecto Luis Gutiérrez Soto y el ingeniero Carlos Fernández Casado para la estación conjunta de ambos anchos. 
Dispone de tres andenes, dos centrales y uno lateral, para el servicio de viajeros de cercanías, regional y de los trenes Transcantábrico. Los tres andenes tienen una longitud de 160 m de largo y 7,8 metros de ancho. Los centrales están cubiertos en los 135 metros más próximos al edificio, mientras que el lateral, junto al muro de cierre a la calle Castilla, está techado en 153 metros. La cubierta es de hormigón y se apoya en columnas cilíndricas.
La playa de vías se compone de catorce vías, de las que principalmente cinco (8, 2, 1, 7 y 9) se destinan a la explotación comercial. Las vías 8 y 2 son servidas por el andén central más septentrional que se sitúa entre ambas. Análogamente para el otro andén central y las vías 1 y 7. El andén lateral, el más meridional de los otros, solo sirve a la vía 9. 
La vía 8 se destina al estacionamiento de los Transcantábrico debido a su 268 m de longitud útil. El resto de vías se destina al apartado de composiciones, en especial las vías 6, 4, 3 y 5, cuyos topes se encuentran en los extremos de los andenes centrales. Todas las vías se cierran en dos pares generales, 8A, 2A, 1A y 7A, correspondientes a ambos sentidos de las líneas a Oviedo/Torrelavega y Bilbao/Liérganes, respectivamente.

## Historia

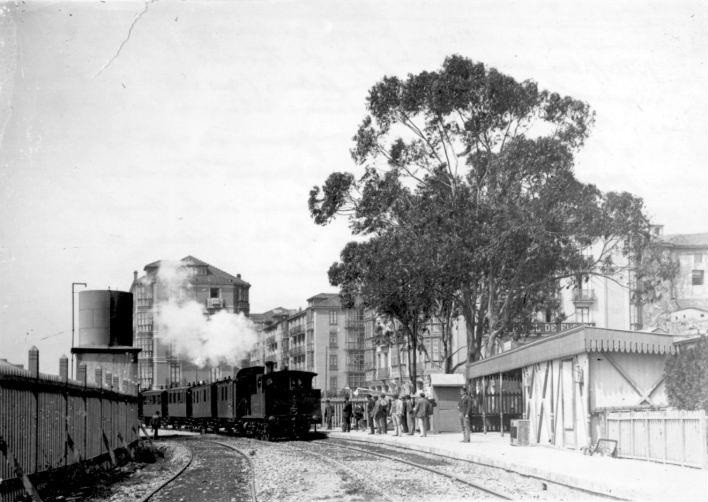
La estación provisional en 1890

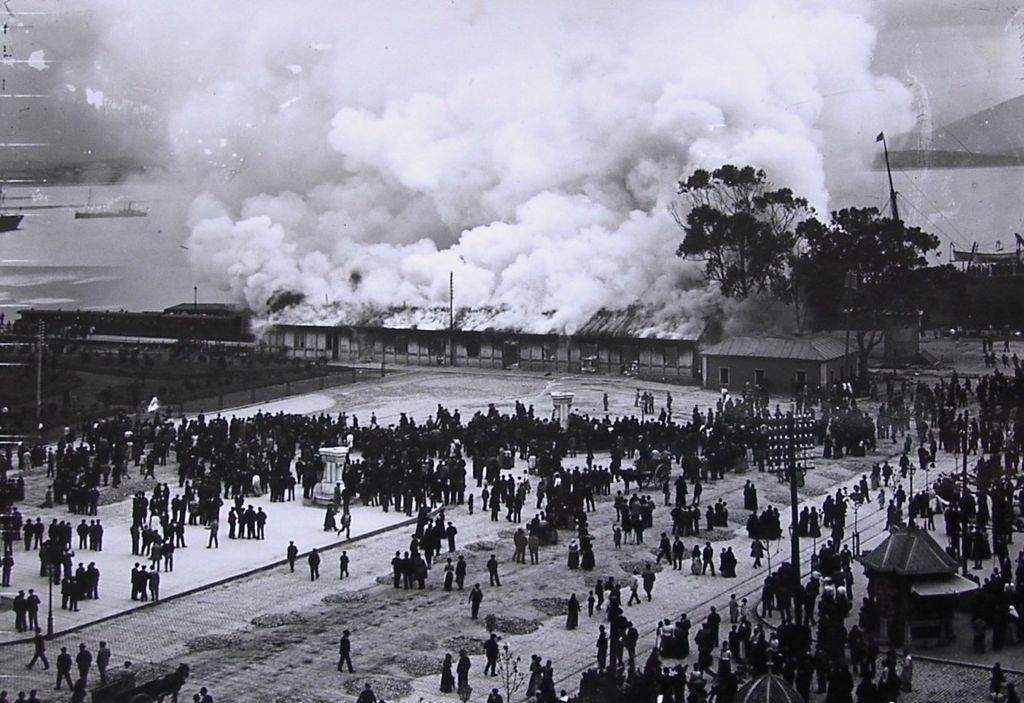
Incendio de la estación provisional de la Compañía del Ferrocarril de Santander a Bilbao, en los jardines del Boulevard, Santander (España), el 27 de abril de 1902.

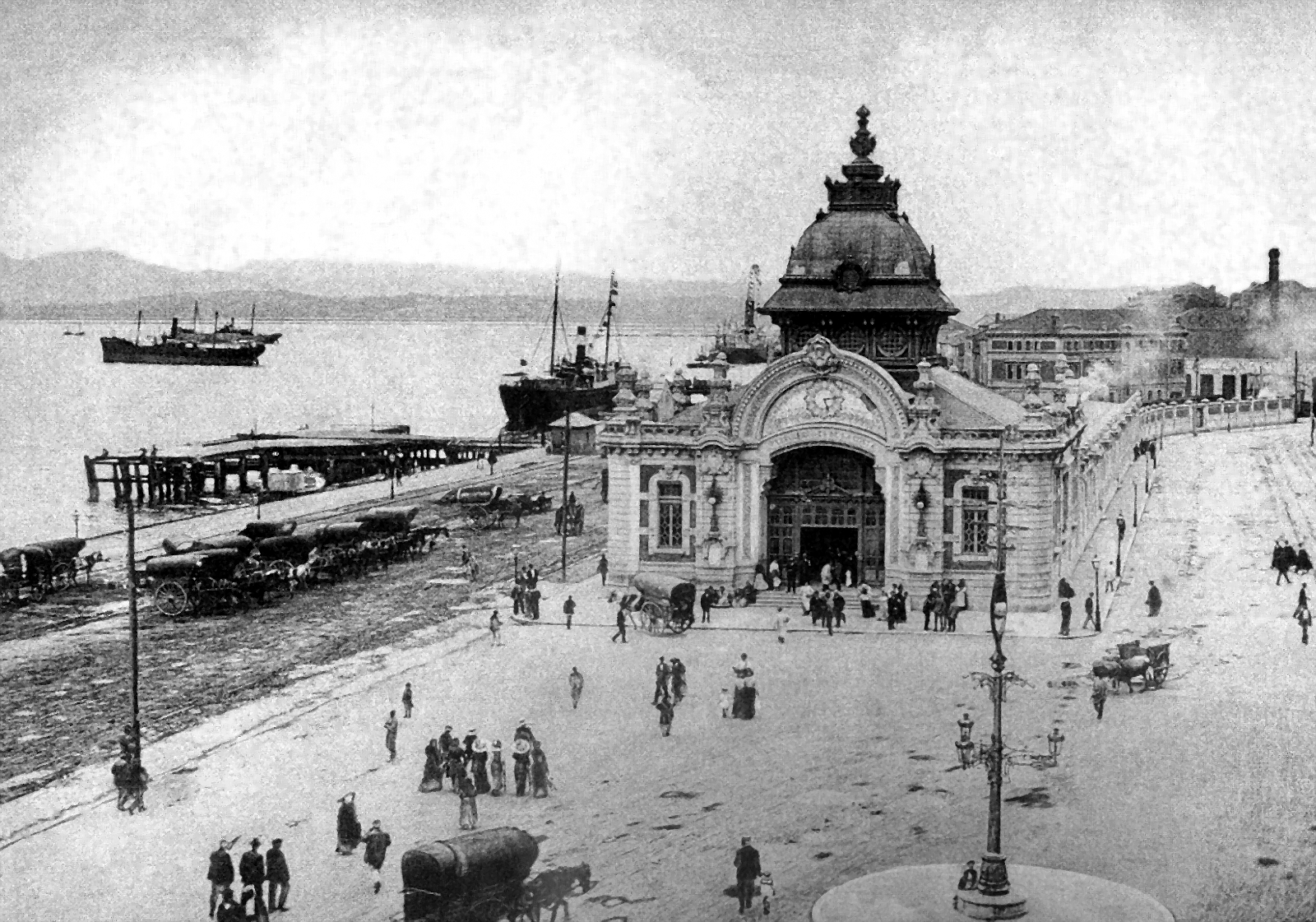
Estación de la Costa (1907)

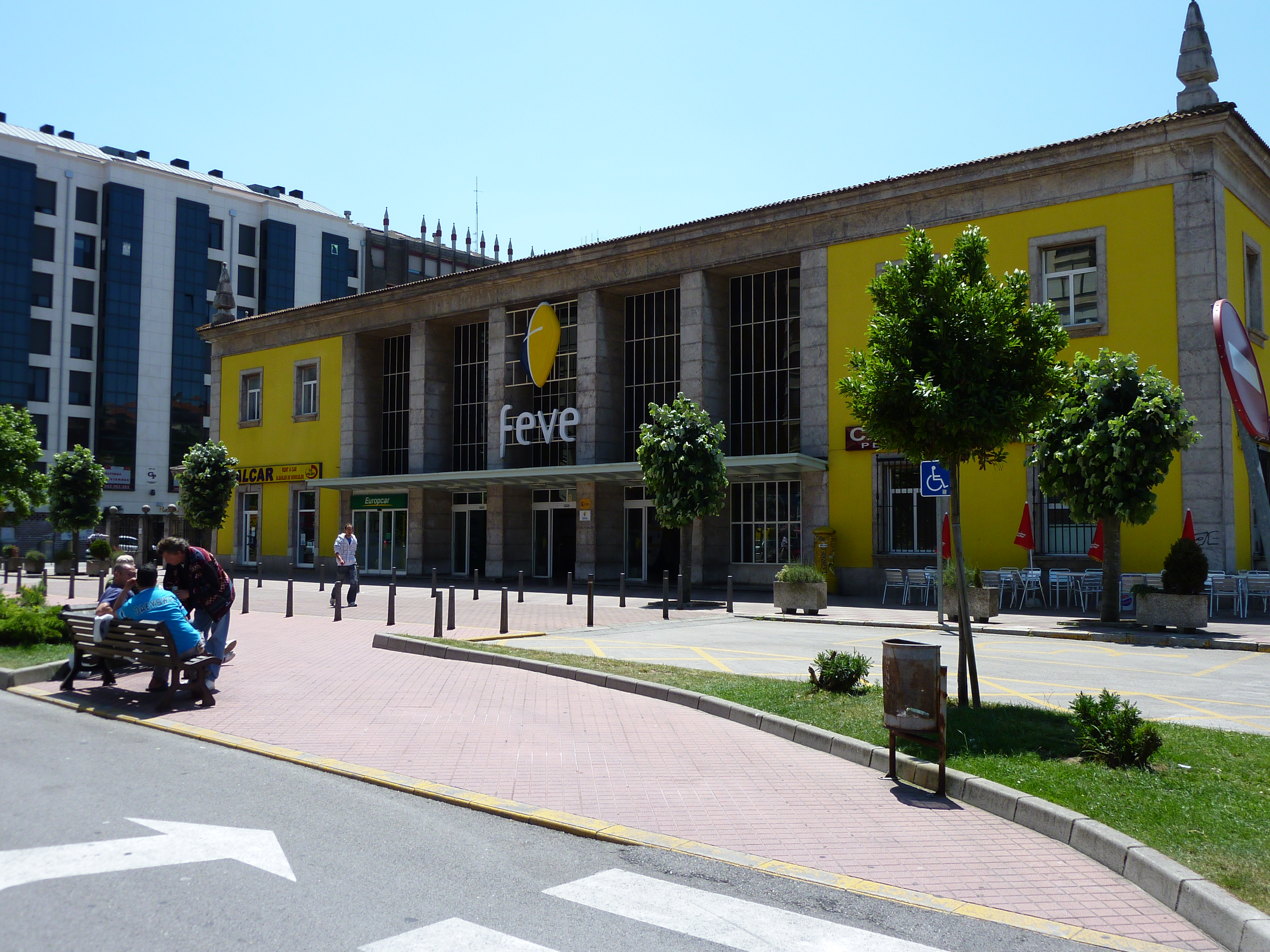
Fachada de la estación en 2009, cuando pertenecía a la extinta Feve (actualmente Adif).

La estación tiene sus orígenes en una instalación provisional de finales del siglo XIX junto al muelle de las Naos, en la dársena de la Ribera del puerto de Santander. El edificio era sencillo, de madera y cubierto de zinc, con una sola planta y fue construido por la Compañía del Ferrocarril de Santander a Solares en este emplazamiento a la espera del relleno de la dársena, que era la localización prevista para la estación definitiva. El recinto del apeadero estaba cerrado por una valla de madera, y en su interior se situaban el edificio mencionado, el depósito de la aguada, tres vías y el puente giratorio en su extremo. La línea de Santander a Solares fue abierta a la explotación el 3 de marzo de 1892 en ancho ibérico.
También tenía intención de situar su estación terminal en la dársena rellenada la Compañía del Ferrocarril del Cantábrico. Hasta entonces obtuvo autorización para una provisional en la calle Cádiz, con un único andén, dos vías y puente giratorio en su extremo. La línea entre Santander y Cabezón de la Sal se inauguró el 5 de enero de 1895, a falta de completar el trazado hasta Llanes.
La dársena fue rellenada entre 1898 y 1901 y durante las obras el ayuntamiento solicitó al Estado la cesión de la nueva zona creada (la futura plaza de las Farolas), a lo que la Compañía del Ferrocarril de Bilbao a Santander (a la que se le había transferido la concesión del ferrocarril de Santander a Solares en 1895) se opuso. Finalmente, mediante real orden de 12 de febrero de 1901, el Ministerio de Agricultura, Industria, Comercio y Obras Públicas negaba a la empresa ferroviaria la posibilidad de una estación definitiva en los terrenos ganados al mar y obligaba al traslado de la existente a un emplazamiento de común acuerdo con el Ayuntamiento. Para el servicio de mercancías la empresa construyó una estación en el ensanche de Maliaño. La ubicación del apeadero suponía un inconveniente al interrumpir el acceso desde los terrenos de la antigua dársena a los muelles del Maliaño y un riesgo para los transeúntes al realizarse las maniobras en plena calle, lo que provocaba el malestar de la población. Desde el año 1899 el ayuntamiento santanderino solicitó a la compañía el traslado del apeadero, rechazando la empresa la localización junto a la estación del Norte y aceptando la ubicación en los jardines del monumento al Machichaco. Esta solución contaba con la oposición de los propietarios de los terrenos, cedidos para la construcción de un edificio municipal. Dicha ubicación, además, contaba con el rechazo del pueblo santanderino que creía que suponía la total eliminación del monumento en recuerdo de la catástrofe, que achacaban a la compañía bilbaína propietaria del buque.
El 27 de abril de 1902 la estación fue apedreada e incendiada por una multitud que, previamente, había estado en el ayuntamiento y en el gobierno civil protestando por la negativa de la empresa a cambiar la ubicación de la estación. Según algunos periódicos, la muchedumbre impidió el acceso de los bomberos a la estación por lo que quedó destruida completamente. Tras el incendio, las dos compañías de vía estrecha, Cantábrico y Santander-Bilbao, acordaron con el ayuntamiento de Santander emplazar una estación común en la plaza de Zabaleta y parte de la zona marítima. Conocida como la estación del ferrocarril de la Costa, fue proyectada en 1896 por el arquitecto Severino Achúcarro. El 21 de junio de 1904 comenzaron las obras de construcción, tras ser aprobado el proyecto ese mismo año. Se ubica junto al monumento al Machichaco, que, posteriormente (enero de 1907), fue trasladado a un lateral de la estación. El 1 de julio la estación se pone en servicio para viajeros y mercancías de gran velocidad, mientras que el de pequeña velocidad de la Santabder-Bilbao se mantiene en la estación de la calle Castilla, donde también se ubicaba su depósito de locomotoras. En el caso de la Compañía del Cantábrico, el servicio de pequeña velocidad se mantuvo durante un tiempo en la estación de la calle Cádiz.
El edificio de viajeros, de estilo modernista y planta cuadrada, se construyó con hormigón, con decoración de ladrillos, sobre una placa de hormigón armado. El pabellón se remataba en un pináculo sobre una torrecilla piramidal en el centro de la planta del edificio, techado con zinc y pizarra. Su fachada principal contó con una arcada de medio punto y bajo su cornisa se instaló el reloj. La estación contaba con cuatro vías que convergían en un puente giratorio en las cercanías del edificio. Las dos vías exteriores contaban con sendos andenes: el occidental para la línea a Oviedo y el oriental para la línea a Bilbao. Los andenes también estaban construidos en hormigón y se techaban con sendas marquesinas sobre ménsulas de hierro forjado. Para oficinas y el servicio de mercancías de gran velocidad se construyó un edificio de tres plantas de altura al final de los andenes.
En 1913 la estación es reformada y ampliada, debido al elevado número de viajeros y a petición de la Liga de Contribuyentes. A la fachada principal se le añade un vestíbulo de planta semicircular y se traslada el reloj a la nueva fachada.
Tras tres décadas en funcionamiento, el 13 de septiembre de 1936 se comenzó a derribar por orden del alcalde Castillo Bordenave con el fin de trasladarla junto a la de Compañía del Norte a una ubicación conjunta y mejorar la ordenación urbana de la ciudad.
Tras la Guerra Civil y las restricciones posteriores, en 1940 se aprueba el proyecto para una estación unificada en Santander, que en realidad se correspondía a dos estaciones, para vía estrecha y para ancho ibérico, contiguas y con elementos comunes pero con servicios de pasajeros separados. Las compañías de vía estrecha, Cantábrico y Santander-Bilbao, pretendieron, contra las intenciones del Ayuntamiento y de la Junta de Obras del Puerto, mantener la ubicación del edificio en el mismo solar que ocupaba la derruida estación de la Costa, por su posición estratégica. Posteriormente, el 17 de mayo de 1941 se aprueba el proyecto, del arquitecto Luis Gutiérrez Soto y el ingeniero Carlos Fernández Casado, para ambas. En primer lugar se inició la construcción del pabellón para la Compañía del Norte, concluyendo el 21 de julio de 1943. Tras su inauguración el día 26 (por el ministro Alfonso Peña Boeuf, junto con el pasaje que lleva su apellido) se comenzó con la estación de vía estrecha, siendo inaugurada el 14 de julio de 1947. Ambas estaciones se unen por una torre de viviendas de empleados, debajo de la cual un pasaje en forma de túnel daba la salida de trenes a la zona del puerto. El conjunto de la estructura, realizada en hormigón armado, quedaba oculta una fachada en fábrica de ladrillo, revocada a la tirolesa y con chapado de piedra de Escobedo en unas partes y cantería en otras.

## Instalaciones
Asociadas a la terminal de viajeros se encuentra una serie de instalaciones y edificios, diferenciados en las siguientes zonas:
- la propia terminal de viajeros,
- la estación de mercancías,
- el taller de material remolcado, y
- el depósito y taller de material motor.

Además de estas grandes zonas se encuentra la subestación eléctrica que alimentas las líneas a Oviedo y a Bilbao en las cercanías.

### Estación de mercancías
La estación de mercancías de Santander se sitúa el punto kilométrico 530,004 de la línea Oviedo-Santander, 531,470 de la Santander-Bilbao. Geográficamente se sitúa al norte de las vías generales de acceso a la terminal de viajeros.
Dispone de tres vías electrificadas de un total de 18, para recepción y expedición de trenes. Del resto, según la Declaración sobre la Red de 2021, seis son utilizadas para apartado, maniobras y estacionamiento y dos para suministro de combustible.
A fecha de enero de 2020, ningún tren de mercancías tiene esta estación como origen o destino pero los existentes entre las líneas antes mencionadas deben acceder a la misma para invertir el sentido de marcha debido a la configuración de las vías. Estos servicios son tres diarios en cada sentido: dos entre El Berrón-Aranguren y uno entre Barreda y Maliaño.
El gabinete de circulación de mercancías se sitúa en el edificio del antiguo CTC, donde también se encuentra el enclavamiento.

### Talleres

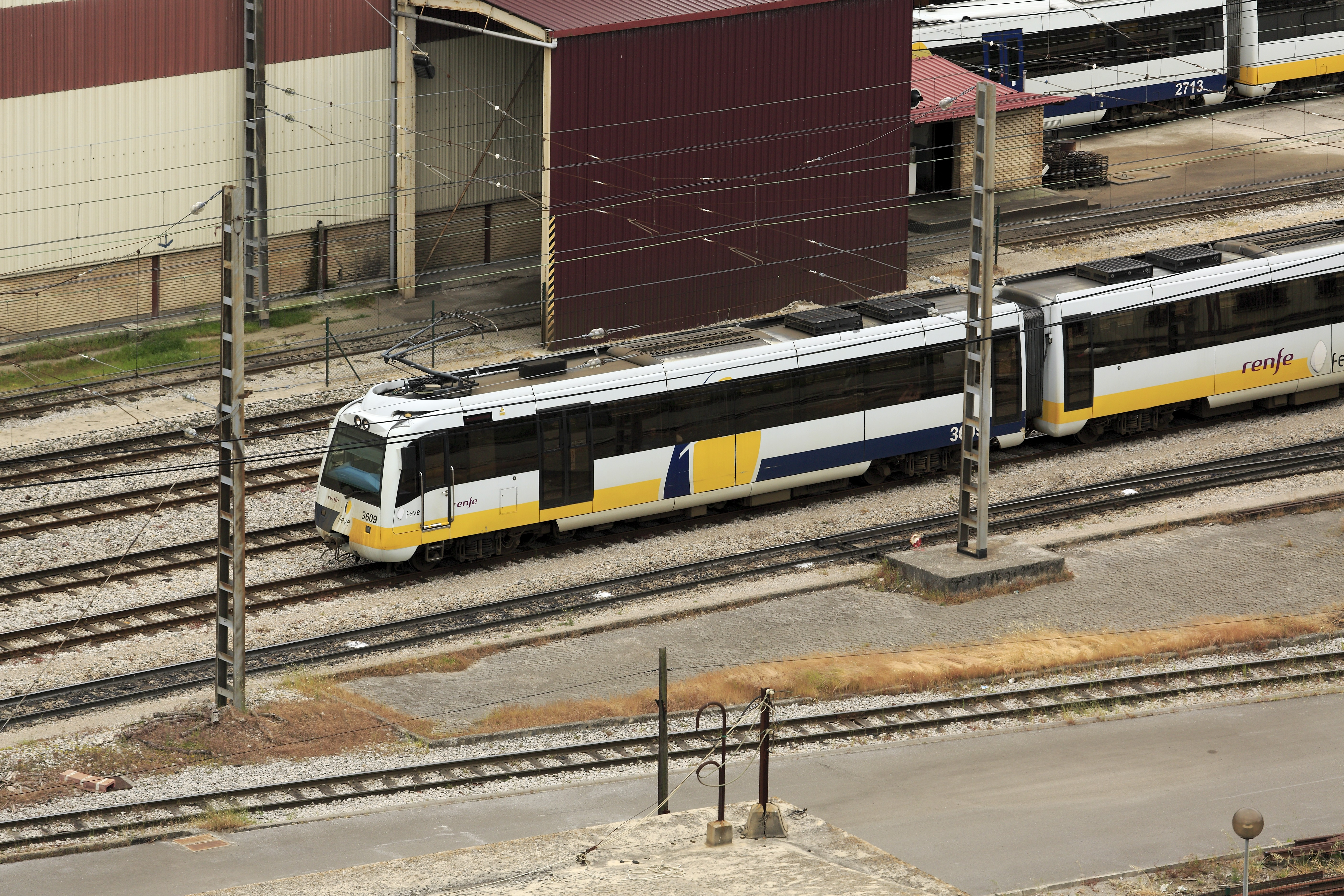
En la parte superior se pueden observar los areneros (izquierda) y el surtidor de combustible sobre la vía 9A. Detrás de ellos, el taller de material motor.

Renfe Integria dispone de dos bases de mantenimiento para material motor y remolcado de ancho métrico, separadas entre sí unos 500 metros:
Taller de material remolcado
Oficialmente BM Santander Reparaciones AM, está formado por dos naves con un carro transbordador entre ambas. Dispone de diez vías de servicio sin electrificar y ocupa una superficie total de 10 000 m² con los espaciones destinados a oficinas y servicios auxiliares.eron 
Estas naves fueron construidas por Feve en los años ochente previa demolición de instalaciones antiguas de la Compañía de Ferrocarril del Cantábrico como ampliación del taller de mantenimiento y reparaciones que esta empresa había levantado a inicios de la década de 1960. Las nuevas naves se dispusieron anexas a ese taller que a su vez tiene adosado al edificio (de la misma época) construido para viviendas, oficinas y almacenamiento donde se encuentra el puesto de mando de Santander para la red de ancho métrico.
El acceso al taller se efectúa a través de la estación de mercancías.
Depósito y taller de material motor.
Oficialmente BM Santander Mantenimiento AM, consta de una nave de 2 400 m² con seis vías de las que cuatro están electrificadas. Anexos a este taller se encuentran los areneros, el punto de repostaje para unidades de viajeros y el lavadero para las mismas. La vía de acceso al taller es la vía principal 9A, que es también de acceso al lavadero. Los areneros y el punto de repostaje se sitúan sobre esta vía también.

## Servicios ferroviarios

### Regionales
Los trenes regionales de Renfe Cercanías AM unen Santander con Bilbao y Oviedo.
| Línea | Origen/Destino | Paradas intermedias | Destino/Origen   |
| --- | -------------- | --- | ---------------- |
| | Oviedo         | La Corredoria · Parque Principado · Colloto · Meres · Fonciello · El Berrón · La Carrera · Pola de Siero · Los Corros · Lieres · El Remedio · Llames · Nava · Fuente Santa · Ceceda · Carancos · Pintueles · Infiesto · Infiesto-Apeadero · Villamayor · Sebares · Soto de Dueñas · Ozanes · Policlínico de Arriondas · Arriondas · Fuentes · Toraño · Cuevas · Llovio · Ribadesella · Camango · Belmonte · Nueva · Villahormes · Posada · Balmori · Celorio · Poo · Llanes · San Roque del Acebal · Vidiago · Pendueles · Colombres · Unquera · Pesúes · San Vicente de la Barquera · El Barcenal · Roiz · Treceño · Cabezón de la Sal · San Pedro de Rudagüera · Puente San Miguel · Torrelavega-Centro | Santander        |
| | Santander      | Valdecilla-La Marga · Nueva Montaña · Valle Real · Maliaño-La Vidriera · Astillero · La Cantábrica* · San Salvador* · Heras · Orejo · Puente Agüero · Villaverde de Pontones · Hoz de Anero · Beranga · Gama · Cicero · Treto · Limpias · Marrón · Udalla · Gibaja · Carranza · Villaverde Trucios · Arcentales ·Traslaviña · Mimetiz · Aranguren · Sodupe · Zaramillo · Iráuregui · Zorroza-Zorrozgoiti · Basurto Hospital · Amézola | Bilbao Concordia |
| * En los apeaderos de La Cantábrica y San Salvador sólo efectúan parada los servicios de la línea R3a Santander - Marrón. |                | |                  |

Existen algunos servicios que no realizan el recorrido completo de las líneas regionales, denominándose los siguientes trayectos como:
- Santander - Marrón

### Cercanías
Los trenes de cercanías cubren los trayectos:
- Santander - Torrelavega - Cabezón de la Sal
- Santander - Solares - Liérganes